# Єзерсько
Єзерсько (словац. Jezersko) — село в Словаччині, Кежмарському окрузі Пряшівського краю. Розташоване на півночі східної Словаччини на північному схилі центральної частини Списької Маґури.
В селі є римо-католицький костел з 1895 року.

## Історія
Вперше село згадується у 1611 році.

## Населення
| Рік:            | 1993 | 2003  | 2013     | 2023     |
| --------------- | ---- | ----- | -------- | -------- |
| Кількість осіб: | 100  | 119   | 107      | 73       |
| Різниця:        |      | +19 % | -10,08 % | -31,77 % |

| Рік:            | 2022 | 2023    |
| --------------- | ---- | ------- |
| Кількість осіб: | 74   | 73      |
| Різниця:        |      | -1,35 % |

В селі проживає 109 осіб.
Національний склад населення (за даними останнього перепису населення — 2001 року):
- словаки — 100,0 %

Склад населення за приналежністю до релігії станом на 2001 рік:
- римо-католики — 98,23 %,
- греко-католики — 0,88 %,
- не вважають себе віруючими або не належать до жодної вищезгаданої церкви — 0,88 %